# 車輪配置 4-6-4

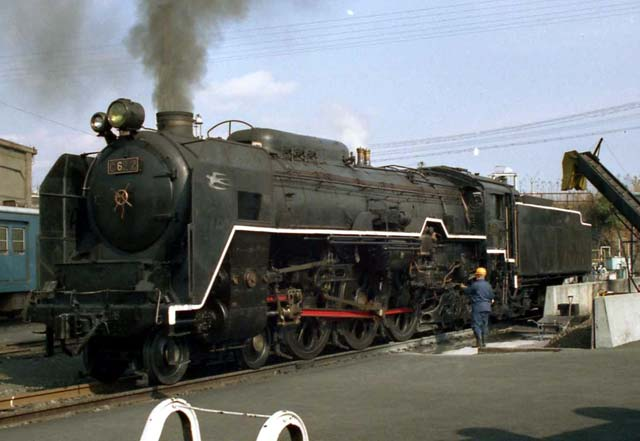
国鉄C62形蒸気機関車

車輪配置 4-6-4（しゃりんはいち4-6-4、ホワイト式分類）は2軸先輪・3軸動輪・2軸従輪で構成されるものをさす。アメリカ式分類での愛称は原則テンダー機が「ハドソン（Hudson）」で、タンク機が「バルチック（Baltic）」。

## 概要
4-6-4という車輪配置は、テンダー機関車の場合は1911年にフランスで作られた「Nord 3.1101」と「3.1102」（なお、この2両は「バルチック」という通称を持つテンダー式機関車である）が最初だが2両のみの試作で、以後の米国の4-6-4機関車とは直接関係ない。
「ハドソン」の由来になった米国のこの形式の特徴を生かした機関車は、1927年にニューヨーク・セントラル鉄道が開発したJ-1型が最初で、関連鉄道のボストン＆オルバニー鉄道で導入していた2-8-4（バークシャー）の2軸従台車で大型の火室を支える方式を、それまで使用した高速旅客用の4-6-2（パシフィック）機関車と組み合わせることで軸重を増やさずにボイラーを大型化し、同鉄道がニューヨーク～シカゴを単機で高速走行できる強力な機関車を必要としていたために作られた（なお、ほぼ同時期に4-6-4機関車を開発していたが、完成が遅れたミルウォーキー鉄道では、この車軸配置をテンダー機であっても「バルチック」と呼んでいた）。先従台車が2軸同士の4-8-4が貨物列車に使われたこともあるのに対し、4-6-4の機関車たち（ドイツや日本など米国以外も含む）はこれ以後も高速走行を主眼とする急行用を対象とした存在であった。
なお、イギリスでは列車単位が小さいのと、石炭が全般に良質で発熱量が大きいこともあり、高速旅客機関車は最後までパシフィックが主流で、テンダー機としては唯一LNER W1形蒸気機関車が特殊な高圧水管ボイラを支えるために従輪が2軸の4-6-4であるが、これは「2軸従台車」ではなく「1軸従台車×2」という珍しい配置のものであった。

## 各国の車輪配置 4-6-4の機関車
アメリカ合衆国
ニューヨークセントラル鉄道Jクラス蒸気機関車
 イギリス
LNER W1形蒸気機関車
 ドイツ
ドイツ国鉄05形蒸気機関車
 日本
国鉄C60形蒸気機関車（4-6-2の従台車改造機）
国鉄C61形蒸気機関車
国鉄C62形蒸気機関車

## その他
ハドソン（ゲームソフト開発・販売会社）の社名は、創業者の工藤裕司が、この車輪配置のC62が大好きであった事に由来する。